# قرجيطة (مقاطعة)
مقاطعة قرجيطة أو كَرُونِيَة أو لا كورونيا (بالإسبانية:La Coruña) هي مقاطعة إسبانية تقع في شمال غرب الدولة، تقع ضمن حدود منطقة جليقية. عاصمتها هي مدينة لا كورونيا، تنقسم المقاطعة إلى 94 بلدية.

## الجغرافيا
تقع مقاطعة لا كورونيا في شمال غرب إسبانيا تحدها من الشمال المحيط الأطلسي، ومن الجنوب مقاطعة بونتيفيدرا، ومن الشرق مقاطعة لُك، ومن الغرب المحيط الأطلسي. تبلغ مساحة مقاطعة لا كورونيا 7.950 كم².

## المناخ
يتميز مقاطعة لا كورونيا بمناخ محيطي، بدرجات الحرارة معتدلة وسقوط الأمطار الغزيرة والمستمرة طيلة السنة.

## الديموغرافيا
بلغ عدد سكان مقاطعة لا كورونيا 1.145.488 نسمة عام 2011 (وفقاً للمعهد الوطني للإحصاء الإسباني).
فيما يلي قائمة أكبر البلديات من حيث عدد السكان:
1. قرجيطة 246.028 نسمة
2. شنت ياقب 95.207 نسمة
3. فيرول 72.963 نسمة
4. نارون 38.910 نسمة
5. أوليروس 34.133 نسمة
6. كاربايو 31.303 نسمة
7. أرتيتشو 30.482 نسمة
8. كويريدو 29.207 نسمة
9. أميس 28.852 نسمة
10. ريفيرا 27.699	نسمة

## أعلام
- مانول كورنس